# Хилсон, Кери
Кери Линн Хилсон (англ. Keri Lynn Hilson; род. 5 декабря 1982, Декейтер, Джорджия) — американская певица и автор песен в стиле современного R&B, работает на лейблы Zone 4/Mosley Music Group/Interscope Records. Является членом объединения авторов и продюсеров, известного как The Clutch.

## История
Пишет музыку для отдельных артистов с 2001 года. Она написала песни для Криса Брауна, Бритни Спирс, Lil Wayne, Fat Joe, Mary J. Blige, Usher, Ciara, Pussycat Dolls, Avant, Ruben Studdard, Ludacris, Rich Boy, Дженнифер Лопес, Shawn Desman, Kelly Rowland, Николь Шерзингер, Lloyd Banks, Sara Lumholdt, Keke Palmer, Omarion, Tiffany Evans, и Тимбаланда. В большинстве своих песен она также выступает в качестве бэк-вокалиста.
В 2006 году показалась снова в видеоклипе на сингл Нелли Фуртадо «Promiscuous». С тех пор Хилсон подписала контракт со звукозаписывающим лейблом Тимбаланда. Эта пара сейчас работает над дебютным альбомом певицы, к созданию которого приложат руку Тимбаланд, Danja, Xzibit, Polow da Don, The Underdogs, Organized Noize, а также в качестве соисполнителей выступят Snoop Dogg, Ludacris и Джастин Тимберлейк. Polow da Don подтвердил, что первым синглом Хилсон будет «Henny and Apple Juice» при участии Snoop Dogg и Ludacris. В этом же году она принимала участие в песне «Help», втором сингле от Lloyd Banks.
В 2006 году подписывает контракт с Mosley Music Group и приступает к записи сольного альбома «In a Perfect World…», который вышел в конце 2008 года.
В 2007 году несколько раз появлялась в сольном проекте Тимбаланда, альбоме Shock Value. Она принимала участие в песнях «The Way I Are», «Scream» и «Miscommunication». В альбоме Бритни Спирс «Blackout» Хилсон обозначена как бэк-вокалист.
В конце мая 2008 года выпускает свой первый сингл — «Energy», спродюсированный The Runaways. Премьера клипа состоялась 14 июля.

## Дискография
- In a Perfect World... (2009)
- No Boys Allowed (2010)

## Синглы

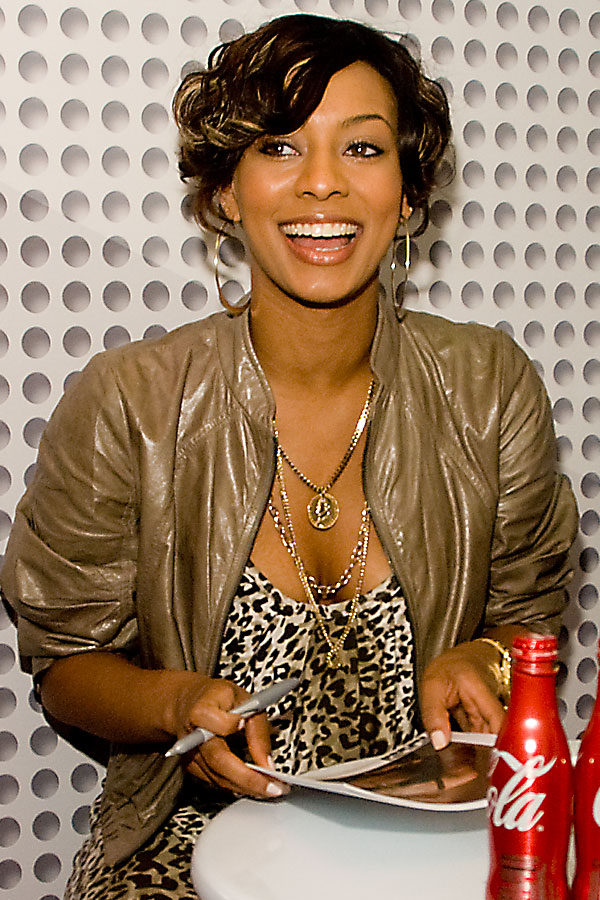
Keri Hilson

| Год  | Названия                                                        | Позиции в чарте | Позиции в чарте | Позиции в чарте | Альбом                               |
| Год  | Названия                                                        | U.S.            | Pop 100         | UK              | Альбом                               |
| ---- | --------------------------------------------------------------- | --------------- | --------------- | --------------- | ------------------------------------ |
| 2004 | «Hey Now» (Xzibit при участии Кери Хилсон)                      | 93              | —               | 9               | Weapons of Mass Destruction          |
| 2006 | «Help» (Lloyd Banks при участии Кери Хилсон)                    | —               | —               | —               | Rotten Apple                         |
| 2007 | «The Way I Are» (Тимбаланд при участии Кери Хилсон & D.O.E.)    | 3               | 1               | 1               | Shock Value                          |
| 2007 | «Good Things» (Rich Boy при участии Polow da Don и Кери Хилсон) | —               | —               | —               | Rich Boy                             |
| 2007 | «Scream» (Тимбаланд при участии Кери Хилсон и Николь Шерзингер) | 122             | 50              | 28              | Shock Value                          |
| 2008 | «Energy» (сольный)                                              | —               | —               | 43              | In a Perfect World...                |
| 2009 | «I Like» (саундтрек к фильму Красавчик 2)                       | —               | —               | —               | In a Perfect World… (I Like Edition) |

### Участие

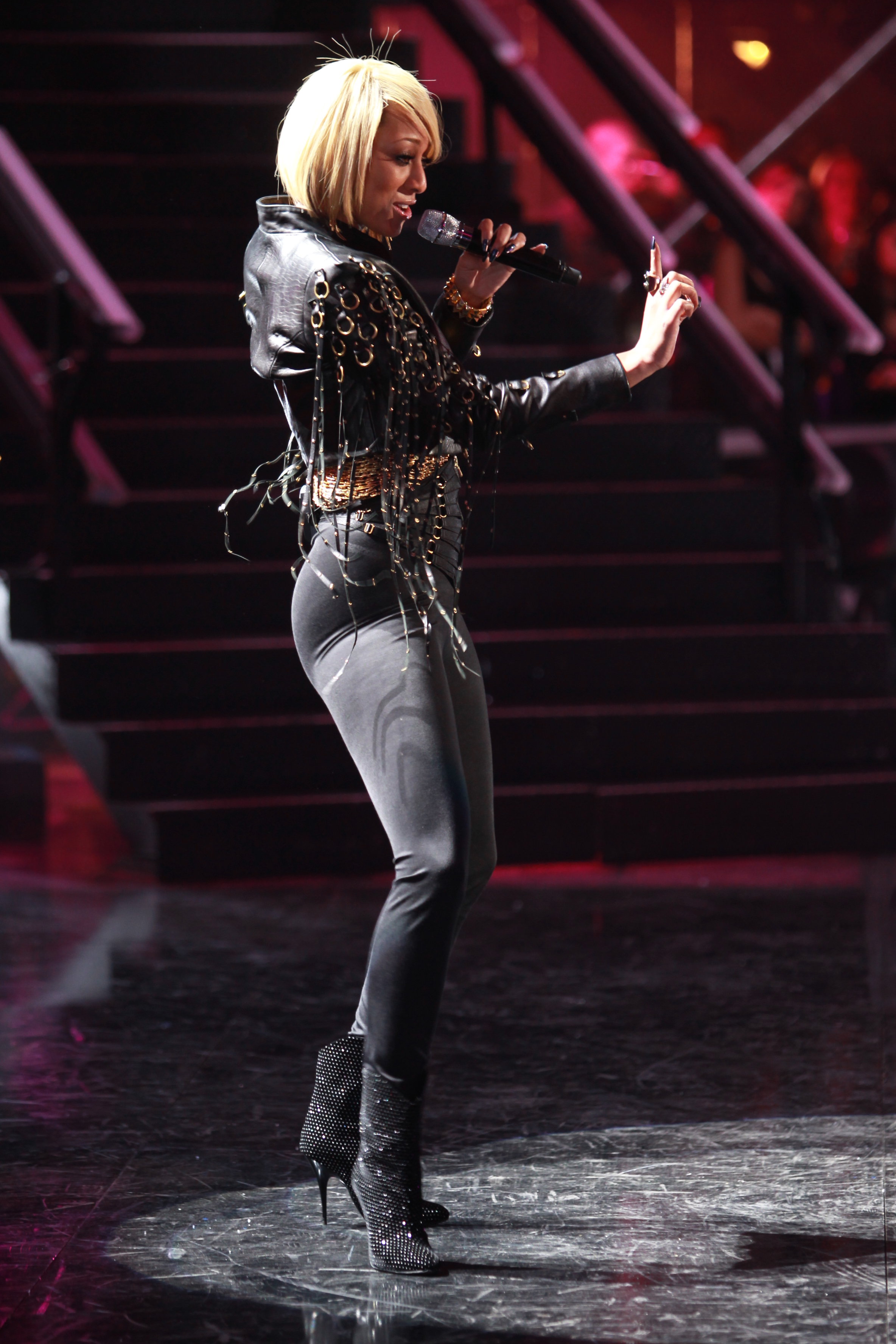
Keri Hilson

| Год  | Песня              | Артист(ы)                         | Альбом               |
| ---- | ------------------ | --------------------------------- | -------------------- |
| 2003 | «Choosin'»         | Too Short, Jagged Edge, Jazze Pha | Married to the Game  |
| 2005 | «Hands and Feet»   |                                   | In the Mix саундтрек |
| 2006 | «Let Me Luv U»     | Chingy                            | Hoodstar             |
| 2006 | «After Love»       | Diddy                             | Press Play           |
| 2007 | «Lost Girls»       | Rich Boy, Rock City               | Rich Boy             |
| 2007 | «Miscommunication» | Тимбаланд, Sebastian              | Shock Value          |
| 2007 | «Hello»            | Тимбаланд, Attitude               | Shock Value          |

## Награды
- MTV Video Music Awards
  - 2007: Большой сингл года «The Way I Are» (номинация)
- Teen Choice Awards
  - 2007: Лучший рэп «The Way I Are»